# Südafrikanische Cricket-Nationalmannschaft in Australien in der Saison 2022/23
Die Tour der südafrikanischen Cricket-Nationalmannschaft nach Australien in der Saison 2022/23 fand vom 17. Dezember 2022 bis zum 8. Januar 2023 statt. Die internationale Cricket-Tour war Bestandteil der Internationalen Cricket-Saison 2022/23 und umfasste drei Tests die Bestandteil der ICC World Test Championship 2021–2023 waren. Ursprünglich waren auch drei ODIs bei der Serie geplant, die Bestandteil der ICC Cricket World Cup Super League 2020–2023 wären, geplant, die Südafrika jedoch kampflos abgab. Australien gewann die Test-Serie mit 2–0.

## Vorgeschichte
Südafrika spielte zuvor wie auch Australien beim ICC Men’s T20 World Cup 2022, Indien seitdem jedoch auch noch eine Tour gegen England. Das letzte Aufeinandertreffen der beiden Mannschaften bei einer Tour fand in der Saison 2019/20 in Südafrika statt. Die ODI-Serie wurde vom australischen Verband im Juni 2022 bekanntgegeben. Kurz darauf versuchte der südafrikanische Verband diese zu verschieben um mehr Platz im Terminkalender für die heimische Twenty20-Liga, SA20 2022/23 zu schaffen. Da jedoch kein Ersatztermin gefunden werden konnte, gab Südafrika die Serie verloren. Die Punkte der Super League werden dem australischen Team zugeschrieben.

## Stadien
Die folgenden Stadien wurden für die Tour als Austragungsort vorgesehen.
| Stadion                  | Stadt     | Kapazität | Spiele          |
| ------------------------ | --------- | --------- | --------------- |
| The Gabba                | Brisbane  | 42.000    | 1. Test         |
| Bellerive Oval           | Hobart    | 20.000    | 1. ODI          |
| Melbourne Cricket Ground | Melbourne | 100.024   | 2. Test         |
| Perth Stadium            | Perth     | 60.000    | 3. ODI          |
| Sydney Cricket Ground    | Sydney    | 48.000    | 3. Test; 2. ODI |

## Kaderlisten
Südafrika benannte seine Kader am 14. November 2022.
| Test | Test |
| Australien | Südafrika |
| --- | --- |
| - Pat Cummins (K) - Steve Smith (VK) - Ashton Agar - Scott Boland - Alex Carey (wk) - Cameron Green - Marcus Harris - Josh Hazlewood - Travis Head - Usman Khawaja - Marnus Labuschagne - Nathan Lyon - Lance Morris - Michael Neser - Matt Renshaw - Mitchell Starc - David Warner | - Dean Elgar (K) - Temba Bavuma - Gerald Coetzee - Theunis de Bruyn - Sarel Erwee - Simon Harmer - Marco Jansen - Heinrich Klaasen - Keshav Maharaj - Lungi Ngidi - Anrich Nortje - Kagiso Rabada - Glenton Stuurman - Rassie van der Dussen - Kyle Verreynne (wk) - Lizaad Williams - Khaya Zondo |

## Tour Match
| 9. – 12. Dezember Scorecard | Brisbane (ABF) | Südafrika 347 (97.2) & 304-8d (93.3) | – | Cricket Australia XI 226 (72.3) & 184-6 (58) |
|                             |                | Remis                                |   |                                              |

## Tests

### Erster Test in Brisbane
| 17. – 18. Dezember Scorecard | Brisbane | Australien 152 (48.2) & 99 (37.4) | – | Südafrika 218 (50.3) & 35-4 (8) |
|                              |          | Australien gewinnt mit 6 Wickets  |   |                                 |

Australien gewann den Münzwurf und entschied sich als Feldmannschaft zu beginnen. Für Südafrika erreichte Eröffnungs-Batter Sarel Erwee zunächst 10 Runs, bevor Temba Bavuma und Kyle Verreynne eine Partnerschaft bildeten. Bavuma schied nach 38 Runs aus, während Verreynne ein Fifty über 64 Runs erreichte. Bis zum Ende des innings konnte Kagiso Rabada dann noch 10* Runs erzielen. Beste australische Bowler waren Nathan Lyon mit 3 Wickets für 14 Runs und Mitchell Starc mit 3 Wickets für 41 Runs. Für Australien erzielten Eröffnungs-Batter Usman Khawaja und der dritte Schlagmann Marnus Labuschagne jeweils 11 Runs. Daraufhin entstand eine Partnerschaft zwischen Steve Smith und Travis Head. Smith schied nach 36 Runs aus und an der Seite von Head erreichte Cameron Green 18 Runs, bevor der Tag beim Stand von 145/5 endete. Am zweiten Tag schied Head nach einem Fifty über 92 Runs aus und es bildete sich eine weitere Partnerschaft zwischen Alex Carey und Mitchell Starc. Starc verlor sein Wicket nach 14 Runs, während Carey das Innings ungeschlagen mit 22* Runs beendete. Beste südafrikanische Bowler waren Kagiso Rabada mit 4 Wickets für 76 Runs und Marco Jansen mit 3 Wickets für 32 Runs. Südafrika hatte einen Rückstand von 66 Runs und verlor in seinem zweiten Innings früh drei Wickets. Erst dann bildete sich eine Partnerschaft zwischen Temba Bavuma und Khaya Zondo. Bavuma schied nach 29 Runs aus und nachdem Keshav Maharaj 16 Runs an der Seite von Zondo hinzufügen konnte beendete dieser ungeschlagen das Innings mit 36* Runs und erreichte einen Vorsprung von 34 Runs. Bester australischer Bowler war Pat Cummins mit 5 Wickets für 42 Runs. Australien konnte die Vorgabe nach acht Overn einholen, jedoch verloren sie in der kurzen Zeit vier Wickets. Diese erzielte Kagiso Rabada für 13 Runs. Als Spieler des Spiels wurde Travis Head ausgezeichnet.

### Zweiter Test in Melbourne
| 26. – 30. Dezember Scorecard | Melbourne | Südafrika 189 (68.4) & 204 (68.5)                 | – | Australien 575-8d (145) |
|                              |           | Australien gewinnt mit einem Innings und 182 Runs |   |                         |

Australien gewann den Münzwurf und entschied sich als Feldmannschaft zu beginnen. Für Südafrika bildeten die Eröffnungs-Batter Dean Elgar und Sarel Erwee eine erste Partnerschaft. Erwee schied nach 18 Runs aus und nachdem Theunis de Bruyn 12 Runs erreichte, verlor kurz darauf auch Elgar nach 26 Runs sein Wicket. Erst Kyle Verreynne und Marco Jansen konnten dann eine weitere Partnerschaft bilden. Verreynne schied nach einem Fifty über 52 Runs aus und Jansen kurze Zeit später nach 59 Runs.  Die verbliebenen Batter erhöhten die Run-Zahl auf 187 Runs. Bester australischer Bowler war Cameron Green mit 5 Wickets für 27 Runs. Für Australien etablierte sich Eröffnungs-Batter David Warner und nach dem Verlust eines Wickets endete der Tag beim Stand von 47/1. Am zweiten Tag erzielte an der Seite von Warner Marnus Labuschagne 14 Runs, bevor sich Steve Smith sich etablierte. Warner litt unter Krämpfen und musste nachdem Smith nach einem Half-Century über 85 Runs ausschied verletzt pausieren. Daraufhin kam Travis Head zusammen mit Cameron Green auf das Feld, aber auch Green musste nach einem Treffer auf die Hand verletzt pausieren. Entsprechend beendeten dann Head und sein neuer Partner Alex Carey beim Stand von 386/3 den Tag. Am dritten Tag schied Head nach 51 Runs aus und der wieder hineinkommende Warner fiel mit dem nächsten Ball nach einem Double-Century über 200 Runs aus 255 Bällen. An der Seite von Carey erreichte Nathan Lyon dann 25 Runs, bevor Carey nach einem Century über 111 Runs aus 149 Bällen ausschied. Green kam dann zurück und nachdem er sein Fifty über 51* Runs erzielte, wurde das Innings deklariert. Bester südafrikanischer Bowler war Anrich Nortje mit 3 Wickets für 92 Runs. Südafrika verlor noch ein Wicket, bevor der Tag beim Stand von 15/1 endete. Am vierten Tag schied Sarel Erwee nach 21 und Theunis de Bruyn nach 28 Runs aus. Es etablierte sich Temba Bavuma und an seiner Seite erzielten Kyle Verreynne 33 und Keshav Maharaj 13 Runs, bevor auch Bavuma nach einem Fifty über 65 Runs ausschied. Als letzter Batter schied dann Lungi Ngidi nach 19 Runs aus, was nicht ausreichte Australien wieder an den Schlag zu bringen. Bester australischer Bowler war Nathan Lyon mit 3 Wickets für 58 Runs. Als Spieler des Spiels wurde David Warner ausgezeichnet.

### Dritter Test in Sydney
| 4. – 8. Januar Scorecard | Sydney | Australien 475-4d (131) | – | Südafrika 255 (108) & 105-2 (41.5) (f/o) |
|                          |        | Remis                   |   |                                          |

Australien gewann den Münzwurf und entschied sich als Schlagmannschaft zu beginnen. Für Australien konnte sich Eröffnungs-Batter Usman Khawaja etablieren und fand mit Marnus Labuschagne einen Partner. Nachdem Labuschagne nach einem Fifty über 59 Runs ausschied musste der Tag beim Stand von 147/2 auf Grund schlechter Lichtbedingungen und Regenfällen abgebrochen werden. Am zweiten Tag folgte Steve Smith an der Seite von Khawaja, der ein Century über 104 Runs aus 192 Bällen erreichte. Nachdem Travis Head ein Fifty über 70 Runs erzielte, endete der Tag beim Stand von 475/4. Am dritten Tag war auf Grund immer wiederkehrender Regenfälle kein Spielen möglich. Am Morgen des vierten Tages deklarierte Australien das Innings. Bester südafrikanischer Bowler war Anrich Nortje mit 2 Wickets für 55 Runs. Für Südafrika erzielten die Eröffnungs-Batter Dean Elgar 15 und Sarel Erwee 18 Runs. Daraufhin bildeten Temba Bavuma und Khaya Zondo eine Partnerschaft. Bavuma verlor nach 35 Runs sein Wicket und wurde durch Kyle Verreynne ersetzt. Nachdem auch Zondo nach 39 ausschied fiel auch kurz darauf das Wicket von Verreynne nach 19 Runs. Nachdem Marco Jansen nach 11 Runs sein Wicket verlor endete der Tag beim Stand von 149/6. Am fünften Tag bildeten Simon Harmer und Keshav Maharaj eine Partnerschaft. Maharaj schied dann nach einem Fifty über 53 Runs aus und Harmer nach 47 Runs. Kurz darauf endete das Innings mit einem Rückstand von 220 Runs und Australien forderte das Follow-on ein. Beste australische Bowler waren Josh Hazlewood mit 4 Wickets für 48 Runs und Pat Cummins mit 3 Wickets für 60 Runs. In ihrem zweiten Innings etablierte sich Eröffnungs-Batter Sarel Erwee für Südafrika. Nachdem an seiner Seite Heinrich Klaasen 35 Runs erzielte, konnte er mit Temba Bavuma den Tag beenden, und damit das Remis erzwingen. Erwee erreichte dabei 42* Runs und Bavuma 17* Runs. Die Wickets erzielten Josh Hazlewood und Pat Cummins. Als Spieler des Spiels wurde Usman Khawaja ausgezeichnet.

## One-Day Internationals

### Erstes ODI in Hobart
| 12. Januar | Hobart | Australien     | – | Südafrika |
|            |        | Spiel abgesagt |   |           |

### Zweites ODI in Sydney
| 14. Januar | Sydney | Australien     | – | Südafrika |
|            |        | Spiel abgesagt |   |           |

### Drittes ODI in Perth
| 17. Januar | Perth | Australien     | – | Südafrika |
|            |       | Spiel abgesagt |   |           |

## Auszeichnungen

### Player of the Series
Als Player of the Series wurden der folgende Spieler ausgezeichnet.
| Serie | Player of the Series |
| ----- | -------------------- |
| Test  | David Warner         |

### Player of the Match
Als Player of the Match wurden die folgenden Spieler ausgezeichnet.
| Spiel   | Player of the Match |
| ------- | ------------------- |
| 1. Test | Travis Head         |
| 2. Test | David Warner        |
| 3. Test | Usman Khawaja       |